# Éric Chéli
Éric Chéli (ur. 20 sierpnia 1966 roku w Dijon) – francuski kierowca wyścigowy.

## Kariera
Chéli rozpoczął karierę w międzynarodowych wyścigach samochodowych w 1985 roku od startów we Francuskiej Formule Renault oraz Francuskiej Formule Ford 1600, gdzie raz zwyciężał. Jedynie w Formule Renault zdobywał punkty. Z dorobkiem ośmiu punktów uplasował się na osiemnastej pozycji w klasyfikacji generalnej. W późniejszych latach pojawiał się także w stawce Grand Prix Monako Formuły 3, Formuły 3 Euro Series, Francuskiej Formuły 3, European Touring Car Championship, Formuły 3000 oraz Grand Prix Makau.
W Formule 3000 Francuz wystartował w pięciu wyścigach sezonu 1989 z brytyjską ekipą CDM Motorsport. Nigdy jednak nie zdobywał punkty. Został sklasyfikowany na 32 miejscu w końcowej klasyfikacji kierowców.